# Император Сэйнэй
Император Сэйнэй (яп. 清寧天皇 сэйнэй тэнно:) — 22-й император Японии, правивший с 11 февраля 480 по 27 февраля 484 года. Личные имена — Сирага, Сирага-но-ояматонэко. Японский посмертный титул — Сирага-но-такэхиро-куниоси-вакай-ямато-нэко.

## Биография
Нет точных дат жизни и царствования этого императора, но традиционно временем его правления считаются 480—484 годы.
Согласно «Кодзики» и «Нихон сёки», Сэйнэй был сыном императора Юряку. При рождении его назвали Сирака, что указывает на его светлые волосы. После смерти своего отца Сэйнэй выиграл в борьбе со своим братом принцем Хосикава за трон, и таким образом наследовал своему отцу.
Во время правления Сэйнэя его титул не включал слова тэнно, большинство историков считают, что этот титул не употреблялся до начала правления императора Тэмму. Скорее всего, его титул звучал как Сумэрамикото или Амэносита Сиросимэсу Окими (治天下大王), означавший: «великий царь, управляющий всем под небесами.» По другому варианту Сэйнэй мог именоваться как «Великий правитель Ямато (ヤマト大王/大君)».
Сэйнэй был бездетным и он назначил своими наследниками принца Вокэ и принца Окэ, внуков 17-го императора Японии Ритю.
Фактическое место захоронения Сэйнэя неизвестно. Император Сэйнэй традиционно почитается в синтоистском храме в Осаке. Управление Императорского двора Японии отмечает этот храм как мавзолей императора Сэйнэя. Официально он называется Кавати но Сакадо но хара но мисасаги.